# Hyllesbolsö
Hyllesbolsö är ett naturreservat belägen på en halvö i sjön Hyllen i Väckelsångs socken i Tingsryds kommun i Småland (Kronobergs län).
Reservatet är 20 hektar stort och skyddat sedan 2016. Det omfattar orörd skog.